# Крізь сніг
«Крізь сніг» або «Снігобур» (англ. Snowpiercer, кор. 설국열차) — постапокаліптичний драматичний трилер корейського режисера Пон Джун Хо, знятий на основі французького графічного роману «Le Transperceneige» Жака Лоба, Бенджаміна Леґранда і Жан-Марка Рошетта. У головних ролях Кріс Еванс, Джеймі Белл, Джон Гарт, Тільда Свінтон, Октавія Спенсер і Сон Кан Хо. Прем'єра в Південній Кореї відбулася 1 серпня 2013.
На основі фільму і графічного роману створено американський постапокаліптичний телесеріал «Крізь сніг».

## Сюжет
У 2014 році внаслідок спроби зупинити глобальне потепління розпиленням аерозолю CW-7, почався новий льодовиковий період. Транспортний магнат Вілфорд прихистив частину людей у поїзді «Снігобур», який курсує навколо світу. Пасажири в поїзді розділені: еліта перебуває в вишуканих передніх вагонах, а бідняки живуть в убогих хвостових вагонах під наглядом озброєних охоронців. Періодично Вілфорд посилає охоронців, щоби відібрати дітей, а взамін дає одяг.
За спонуканням свого наставника Гілліама, Кертіс Еверетт і його заступник Едгар очолюють повстання в хвості поїзда. Вони звільняють Намгуна Мінсу, полоненого спеціаліста з безпеки. Вони роблять його залежним від препарату кронолу, а Намгун наполягає на звільненні його доньки-ясновидці Йони. Намгун допомагає натовпу повстанців подолати двері між вагонами, поки вони не стикаються з озброєними охоронцями, якими командує Мейсон. Едгара беруть у заручники, але Кертіс жертвує ним, щоб схопити Мейсона і змусити решту охоронців здатися. Кертіс веде Мейсона, Намгуна, Йону, бійця Грея, а також Таню й Ендрю до голови поїзда. Дорогою поїзд пробивається крізь крижані брили, що виросли на колії.
Група Кертіса подорожує крізь дедалі краще обладнані вагони, в тому числі через ферми. Після сутички в темряві, коли поїзд їде крізь тунель, повстанці захоплюють міністра Мейсон. Вона пропонує провести Кертіса до Вілфорда, щоб він убив його та очолив поїзд. Повстанці потрапляють у вагон-школу, де вчителька розповідає дітям про велич Вілфорда та показує за вікном трупи сімох повстанців, які в минулому намагалися втекти з поїзда.
Лисий чоловік роздає дітям яйця з нагоди 18-ї річниці подорожі варені курячі яйця. Потім він і вчителька дістають сховані в кошиках з яйцями кулемети і розстрілюють повстанців. Полонених охоронців звільняють, як і поплічника Мейсона, Франко. Вчителька застрелює Ендрю, але слідом її вбиває Грей. Франко транслює в класі страту Гілліама, що спонукає Кертіса в свою чергу стратити Мейсона. Група рушає далі, але Франко наздоганяє їх, убивши Грея і Таню. Потім Кертіс і Намгун убивають Франко.
Наближаючись до голови поїзда, Намгун пояснює, що кронол можна використати як вибухівку, щоб утекти з поїзда з Йоною, бо назовні стає тепліше. Кертіс розповідає як у перші дні подорожі в хвостовій частині вдавалися до канібалізму. Едгар був немовлям, коли Кертіс убив його матір, і Кертіс збирався з'їсти його. Але Гілліам запропонував свою відрубану руку, зупинивши кровопролиття. Кертіс хоче покарати Вілфорда за те, що він допустив таку скруту. Помічник Вілфорда, Клод, зустрічає повстанців і запрошує Кертіса всередину.
Вілфорд хвалить Кертіса за його наполегливість, але далі пояснює, що це він організував повстання з Гілліамом. Метою Вілфорда було зменшити популяцію хвостової частини, щоб усім вистачало ресурсів. Віддавши наказ убити більшість мешканців хвостової частини, Вілфорд пропонує Кертісу очолити поїзд. Кертіс приголомшений правдою. Тим часом Намгун відбивається від натовпу озброєної еліти та посилає Йону за сірниками до Кертіса, щоб підірвати вибухівку. Але Кертіс вагається чи давати сірники. Його намагається спинити потяг, для чого відкриває люк у підлозі. Під ним виявляється син Тані, Тіммі, який працює замість зламаної деталі машини. Побачивши це, Кертіс б'є Вілфорда, витягує Тіммі та заклинює механізм власною рукою. Енді, зниклий син Ендрю, виповзає із закутка і слухняно залазить у реактор, який живить поїзд, щоб перезапустити його. Кертіс дає Йоні сірник, вона запалює вибухівку, а Намгун вбиває Франко, що переслідує її. Кертіс і Намгун прикривають собою Йону та Тіммі від вибуху.
Поїзд сходить із рейок і розвалюється. Йона й Тіммі вибираються з уламків. В далині вони бачать ведмедя, що свідчить — життя продовжується.

## Акторський склад
| Актор           | Роль                                                            |
| --------------- | --------------------------------------------------------------- |
| Кріс Еванс      | Кертіс Евверет житель хвостового вагона, очолює повстання       |
| Сон Кан Хо      | Намгун Мін Су в'язень тюремного вагона, проектант дверей поїзда |
| Тільда Свінтон  | Мейсон Міністр                                                  |
| Джеймі Белл     | Едгар житель хвостового вагона та друг Кертіса                  |
| Джон Герт       | Ґілліам лідер хвостового вагона                                 |
| Ед Гарріс       | Вілфорд творець поїзда                                          |
| Ко А Сон        | Йона донька Намгуна Мін Су                                      |
| Октавія Спенсер | Таня жителька хвостового вагона                                 |
| Юен Бремнер     | Ендрю безпорадний батько                                        |
| Люк Паскуаліно  | Грей охоронець Ґілліама                                         |
| Елісон Пілл     | вчиелька у передніх вагонах                                     |

## Знімальна група
- Режисер — Пон Джунхо
- Продюсери: 
Пак Чхан Ук
Чжон Тхе Сон
Стівен Нем
Девід Мінковскі
Тай-хун Лі
Френсіс Чунг
Духо Чоі
Роберт Берначчі
Метью Стіллман
Тхе Чжун Пак
- Сценаристи: 
Келлі Мастерсон
Пон Джунхо
Жак Лоб
Бенджамін Легранд
Жан-Марк Рошетт
- Оператор — Хонг Кьон Пе
- Композитор — Марко Белтрамі
- Монтаж: 
Стів М. Чое
Чхаджу Кім

## Саундтрек
Саундтрек до фільму був написаний американським композитором Марко Бельтрамі.
| #   | Назва                   | Тривалість |
| --- | ----------------------- | ---------- |
| 1.  | «This Is The End»       | 3:41       |
| 2.  | «Stomp»                 | 1:00       |
| 3.  | «Preparation»           | 3:10       |
| 4.  | «Requesting An Upgrade» | 3:40       |
| 5.  | «Take The Engine»       | 2:04       |
| 6.  | «Axe Gang»              | 2:22       |
| 7.  | «Axe Schlomo»           | 1:47       |
| 8.  | «Blackout Fight»        | 4:24       |
| 9.  | «Water Supply»          | 2:32       |
| 10. | «Go Ahead»              | 2:45       |
| 11. | «Sushi»                 | 1:14       |
| 12. | «The Seven»             | 1:00       |
| 13. | «We Go Forward»         | 2:05       |
| 14. | «Steam Car»             | 2:38       |
| 15. | «Seoul Train»           | 2:26       |
| 16. | «Snow Melt»             | 2:02       |
| 17. | «Take My Place»         | 5:56       |
| 18. | «Yona Lights»           | 3:33       |
| 19. | «This Is The Beginning» | 4:00       |
| 20. | «Yona's Theme»          | 3:38       |

## Критика
На сайті Rotten Tomatoes «Снігобур» отримав рейтинг 94 % від кінокритиків і 72 % від простих відвідувачів сайту. На сайті Metacritic фільм також отримав хорошу оцінку від кінокритиків (84 бала зі 100), і від простих глядачів (7,1 з 10). Оцінка глядачів на сайті IMDB — 7,1 бала з 10.
Девід Сімс у The Atlantic, підсумував, що дія жорстока, але добре поставлена, декорації різноманітні, навіть при тому, що все відбувається в обмеженому просторі. Технічні деталі роботи потяга дивні і сумнівні, а також у нього млявий початок. «Снігобур» не ідеальний, але він закарбовується в пам'яті, поступово розкриваючи деталі світу через персонажів, які мають зрозумілу чітку мотивацію в незвичайних обставинах.
Крісті Пучко на Cinemablend описала «Снігобур» як похмурий, але дуже красивий фільм, сюжет якого перемежовується гострими відчуттями й несподіваним гумором. «Снігобур» має декілька сюжетних дір, але загалом захоплює. Незважаючи на те, що він адаптований із маловідомого графічного роману, він явно черпає натхнення з антиутопій Террі Ґілліама. Місцями знайомий, «Снігобур» виглядає неймовірно оригінальним.
А. О. Скотт у The New York Times теж зазначив, що «Снігобур» нагадує «Бразилію» Террі Ґілліама. Його уроки про людську природу спонукають до роздумів, але, можливо, не так запам'ятовуються, як ексцентричні прояви людяності в екстремальних умовах. Хоча фільм грайливо постмодерністський у своїй різноманітності стилів і поєднанні щирості й самосвідомості, в його оповіді є щось старомодне. Проте «Снігобур» не розчарує, великий внесок у що робить акторська гра.

## Нагороди
| Премія                                                          | Дата Церемонії    | Категорія                                        | Номінант                                                                       | Результат |
| --------------------------------------------------------------- | ----------------- | ------------------------------------------------ | ------------------------------------------------------------------------------ | --------- |
| Альянс кіножурналісток                                          | 12 січня 2015     | Найкраща жіноча роль другого плану               | Тільда Свінтон                                                                 | Перемога  |
| Азіатсько-тихоокеанський кінофестиваль                          | 13 грудня 2013    | Найкращий режисер                                | Пон Джунхо                                                                     | Перемога  |
| Азіатсько-тихоокеанський кінофестиваль                          | 13 грудня 2013    | Найкраща чоловіча роль другого плану             | Сон Кан Хо                                                                     | Номінація |
| Азіатсько-тихоокеанський кінофестиваль                          | 13 грудня 2013    | Найкраща жіноча роль другого плану               | Тільда Свінтон                                                                 | Номінація |
| Азіатсько-тихоокеанський кінофестиваль                          | 13 грудня 2013    | Найкраща операторська робота                     | Hong Kyung-pyo                                                                 | Номінація |
| Азіатсько-тихоокеанський кінофестиваль                          | 13 грудня 2013    | Найкращий монтаж                                 | Steve M. Choe, Changju Kim                                                     | Номінація |
| Азіатсько-тихоокеанський кінофестиваль                          | 13 грудня 2013    | Найкраща робота художника-постановника           | Ondrej Nekvasil                                                                | Номінація |
| Азіатсько-тихоокеанський кінофестиваль                          | 13 грудня 2013    | Найкращий дизайн звуку                           | Choi Tae-young                                                                 | Номінація |
| Asian Film Awards                                               | 27 березня 2014   | Найкращий фільм                                  | Park Chan-wook, Lee Tae-hun, Jeong Tae-sung, Steven Nam                        | Номінація |
| Asian Film Awards                                               | 27 березня 2014   | Найкращий режисер                                | Пон Джунхо                                                                     | Номінація |
| Asian Film Awards                                               | 27 березня 2014   | Найкращий сценарист                              | Пон Джунхо, Келлі Мастерсон                                                    | Номінація |
| Asian Film Awards                                               | 27 березня 2014   | Найкраща робота художника-постановника           | Ondrej Nekvasil                                                                | Номінація |
| Asian Film Awards                                               | 27 березня 2014   | Найкращий дизайнер костюмів                      | Кетрін Джордж                                                                  | Номінація |
| Асоціація кінокритиків Остіна                                   | 17 грудня 2014    | Топ 10 фільмів                                   |                                                                                | 2         |
| 50-та Премія мистецтв Пексан                                    | 27 травня 2014    | Найкращий фільм                                  |                                                                                | Номінація |
| 50-та Премія мистецтв Пексан                                    | 27 травня 2014    | Найкращий режисер                                | Пон Джунхо                                                                     | Перемога  |
| 50-та Премія мистецтв Пексан                                    | 27 травня 2014    | Найкраща жіноча роль другого плану               | Ко А Сон                                                                       | Номінація |
| 50-та Премія мистецтв Пексан                                    | 27 травня 2014    | Нагорода за популярність (жінки)                 | Ко А Сон                                                                       | Номінація |
| Black Reel Awards                                               | 22 лютого 2015    | Найкраща жіноча роль другого плану               | Октавія Спенсер                                                                | Номінація |
| Премія «Блакитний дракон»                                       | 22 листопада 2013 | Найкращий фільм                                  |                                                                                | Номінація |
| Премія «Блакитний дракон»                                       | 22 листопада 2013 | Найкращий режисер                                | Пон Джунхо                                                                     | Перемога  |
| Премія «Блакитний дракон»                                       | 22 листопада 2013 | Найкраща жіноча роль другого плану               | Ко Ах Сон                                                                      | Номінація |
| Премія «Блакитний дракон»                                       | 22 листопада 2013 | Найкраща операторська робота                     | Kyung-pyo Hong                                                                 | Номінація |
| Премія «Блакитний дракон»                                       | 22 листопада 2013 | Найкраща робота художника-постановника           | Ondrej Nekvasil                                                                | Перемога  |
| Премія «Блакитний дракон»                                       | 22 листопада 2013 | Найкращий монтаж                                 | Steve M. Choe, Changju Kim                                                     | Номінація |
| Премія «Блакитний дракон»                                       | 22 листопада 2013 | Найкращі візуальні ефекти                        | Ерік Дерст                                                                     | Номінація |
| Асоціація онлайн-кінокритиків Бостона                           | 6 грудня 2014     | Найкращий фільм                                  |                                                                                | Перемога  |
| Асоціація онлайн-кінокритиків Бостона                           | 6 грудня 2014     | Топ 10 фільмів                                   |                                                                                | Перемога  |
| Асоціація онлайн-кінокритиків Бостона                           | 6 грудня 2014     | Найкраща жіноча роль другого плану               | Тільда Свінтон                                                                 | Перемога  |
| Busan Film Critics Awards                                       | 1 листопада 2013  | Найкращий сценарій                               | Пон Джунхо, Kelly Masterson                                                    | Перемога  |
| Асоціація кінокритиків Центрального Огайо                       | 8 січня 2015      | Найкращий фільм                                  |                                                                                | 2         |
| Асоціація кінокритиків Центрального Огайо                       | 8 січня 2015      | Найкращий сценарій                               | Пон Джунхо, Kelly Masterson                                                    | 2         |
| Асоціація кінокритиків Центрального Огайо                       | 8 січня 2015      | Найкраща жіноча роль другого плану               | Тільда Свінтон                                                                 | Перемога  |
| Асоціація кінокритиків Центрального Огайо                       | 8 січня 2015      | Актор року                                       | Тільда Свінтон                                                                 | 2         |
| Асоціація кінокритиків Чикаго                                   | 15 грудня 2014    | Найкраща робота художника                        | Ondrej Nekvasil                                                                | Номінація |
| Вибір критиків                                                  | 15 січня 2015     | Найкращий науково-фантастичний фільм/хоррор      |                                                                                | Номінація |
| Вибір критиків                                                  | 15 січня 2015     | Найкраща жіноча роль другого плану               | Тільда Свінтон                                                                 | Номінація |
| Вибір критиків                                                  | 15 січня 2015     | Найкраща робота художника-постановника           | Ondrej Nekvasil, Beatrice Brentnerova                                          | Номінація |
| Спілка кінокритиків Детройта                                    | 19 грудня 2014    | Найкраща жіноча роль другого плану               | Тільда Свінтон                                                                 | Номінація |
| Director's Cut Awards                                           | 15 серпня 2014    | Найкращий режисер                                | Пон Джунхо                                                                     | Перемога  |
| Dorian Awards                                                   | 1 березня 2015    | Непомічений фільм року                           |                                                                                | Номінація |
| Dorian Awards                                                   | 1 березня 2015    | Візуально вражаючий фільм року                   |                                                                                | Номінація |
| Асоціація кінокритиків ДжорджіїGeorgia Film Critics Association | 9 січня 2015      | Найкращий фільм                                  |                                                                                | Номінація |
| Асоціація кінокритиків ДжорджіїGeorgia Film Critics Association | 9 січня 2015      | Найкраща жіноча роль другого плану               | Тільда Свінтон                                                                 | Перемога  |
| Асоціація кінокритиків ДжорджіїGeorgia Film Critics Association | 9 січня 2015      | Найкращий адаптований сценарій                   | Пон Джунхо, Kelly Masterson, Jacques Lob, Benjamin Legrand, Jean-Marc Rochette | Номінація |
| Асоціація кінокритиків ДжорджіїGeorgia Film Critics Association | 9 січня 2015      | Найкраща робота художника-постановника           | Ondrej Nekvasil, Catherine George                                              | Номінація |
| Gold Derby Film Awards                                          | 19 лютого 2015    | Найкраща жіноча роль другого плану               | Тільда Свінтон                                                                 | Номінація |
| Gold Derby Film Awards                                          | 19 лютого 2015    | Найкраща робота художника-постановника           | Ondrej Nekvasil                                                                | Номінація |
| Golden Tomato Awards                                            | 6 січня 2015      | Найкращий фільм у обмеженому прокаті             |                                                                                | 2         |
| Golden Tomato Awards                                            | 6 січня 2015      | Найкращий кінокомікс                             |                                                                                | Перемога  |
| Gotham Awards                                                   | 1 грудня 2014     | Tribute Award                                    | Тільда Свінтон                                                                 | Перемога  |
| Grand Bell Awards                                               | 1 листопада 2013  | Найкращий фільм                                  |                                                                                | Номінація |
| Grand Bell Awards                                               | 1 листопада 2013  | Найкращий режисер                                | Пон Джунхо                                                                     | Номінація |
| Grand Bell Awards                                               | 1 листопада 2013  | Найкращий сценарій                               | Пон Джунхо, Келлі Мастерсон                                                    | Номінація |
| Grand Bell Awards                                               | 1 листопада 2013  | Найкраща жіноча роль другого плану               | Ко Ах Сон                                                                      | Номінація |
| Grand Bell Awards                                               | 1 листопада 2013  | Найкраща операторська робота                     | Хонг Кьон Пе                                                                   | Номінація |
| Grand Bell Awards                                               | 1 листопада 2013  | Найкращий монтаж                                 | Steve M. Choe, Changju Kim                                                     | Перемога  |
| Grand Bell Awards                                               | 1 листопада 2013  | Найкраща робота художника-постановника           | Ondrej Nekvasil                                                                | Перемога  |
| Кінокритики Айови                                               | 6 січня 2015      | Найкраща жіноча роль другого плану               | Тільда Свінтон                                                                 | 2         |
| Спілка кінокритиків Х'юстона                                    | 23 грудня 2014    | Найкраща жіноча роль другого плану               | Тільда Свінтон                                                                 | Номінація |
| International Cinephile Society Awards                          | 23 лютого 2014    | Найкращий фільм, що не вийшов у 2013             |                                                                                | Перемога  |
| International Cinephile Society Awards                          | 20 лютого 2015    | Найкраща жіноча роль другого плану               | Тільда Свінтон                                                                 | 2         |
| International Cinephile Society Awards                          | 20 лютого 2015    | Найкращий адаптований сценарій                   | Пон Джунхо, Келлі Мастерсон                                                    | Номінація |
| International Cinephile Society Awards                          | 20 лютого 2015    | Найкраща робота художника-постановника           | Ondrej Nekvasil                                                                | Номінація |
| Премія спілки кінокритиків Лас-Вегаса                           | 18 грудня 2014    | Топ 10 фільмів                                   |                                                                                | Перемога  |
| Премія спілки кінокритиків Лас-Вегаса                           | 18 грудня 2014    | Найкраща жіноча роль другого плану               | Тільда Свінтон                                                                 | Перемога  |
| Асоціація кінокритиків Лос-Анджелеса                            | 7 грудня 2014     | Найкраща робота художника-постановника           | Ondrej Nekvasil                                                                | 2         |
| Національна рада кінокритиків США                               | 6 січня 2015      | Топ 10 незалежних фільмів                        |                                                                                | Перемога  |
| Асоціація кінокритиків Північної Кароліни                       | 5 січня 2015      | Найкраща жіноча роль другого плану               | Тільда Свінтон                                                                 | Номінація |
| Асоціація кінокритиків Північної Кароліни                       | 5 січня 2015      | Найкращий адаптований сценарій                   | Пон Джунхо, Келлі Мастерсон                                                    | Номінація |
| Спілка онлайн-кінокритиків                                      | 15 грудня 2014    | Найкраща жіноча роль другого плану               | Тільда Свінтон                                                                 | Номінація |
| Спілка онлайн-кінокритиків                                      | 15 грудня 2014    | Найкращий адаптований сценарій                   | Пон Джунхо, Келлі Мастерсон                                                    | Номінація |
| Online Film & Television Association                            | 8 лютого 2015     | Найкраща жіноча роль другого плану               | Тільда Свінтон                                                                 | Номінація |
| Online Film & Television Association                            | 8 лютого 2015     | Найкращий адаптований сценарій                   | Пон Джунхо, Келлі Мастерсон                                                    | Номінація |
| Online Film & Television Association                            | 8 лютого 2015     | Найкраща робота художника-постановника           | Ondrej Nekvasil                                                                | Номінація |
| Спілка кінокритиків Фенікса                                     | 16 грудня 2014    | Проігнорований фільм року                        |                                                                                | Номінація |
| Спілка кінокритиків Фенікса                                     | 16 грудня 2014    | Найкраща робота художника-постановника           | Ondrej Nekvasil                                                                | Номінація |
| Коло кінокритиків Сан-Франциско                                 | 14 грудня 2014    | Найкраща жіноча роль другого плану               | Тільда Свінтон                                                                 | Номінація |
| Коло кінокритиків Сан-Франциско                                 | 14 грудня 2014    | Найкращий адаптований сценарій                   | Пон Джунхо, Келлі Мастерсон                                                    | Номінація |
| Коло кінокритиків Сан-Франциско                                 | 14 грудня 2014    | Найкраща робота художника-постановника           | Ondrej Nekvasil                                                                | Номінація |
| Супутник                                                        | 15 лютого 2015    | Найкраща жіноча роль другого плану               | Тільда Свінтон                                                                 | Номінація |
| Супутник                                                        | 15 лютого 2015    | Найкраща пісня                                   | Anna Behlmer, Mark Holding, Taeyoung Choi, Terry Porter                        | Номінація |
| Супутник                                                        | 15 лютого 2015    | Найкращі візуальні ефекти                        | Ерік Дерст                                                                     | Номінація |
| Сатурн                                                          | 25 червня 2015    | Найкращий пригодницький фільм, бойовик чи трилер |                                                                                | Номінація |
| Асоціація кінокритиків південного сходу                         | 23 грудня 2014    | Топ 10 фільмів                                   |                                                                                | Перемога  |
| Асоціація кінокритиків південного сходу                         | 23 грудня 2014    | Найкраща жіноча роль другого плану               | Тільда Свінтон                                                                 | 2         |
| Асоціація кінокритиків Сент-Луїса                               | 15 грудня 2014    | Найкраща робота художника-постановника           | Ondrej Nekvasil                                                                | Номінація |
| Асоціація кінокритиків Торонто                                  | 16 грудня 2014    | Найкраща жіноча роль другого плану               | Тільда Свінтон                                                                 | 2         |
| Премія корейської асоціації кінокритиків                        | 18 листопада 2013 | Найкращий фільм                                  |                                                                                | Перемога  |
| Премія корейської асоціації кінокритиків                        | 18 листопада 2013 | Найкращий режисер                                | Пон Джунхо                                                                     | Перемога  |
| Премія корейської асоціації кінокритиків                        | 18 листопада 2013 | Найкраща операторська робота                     | Hong Kyung-pyo                                                                 | Перемога  |
| Міжнародний кінофестиваль у Сіднеї                              | 15 червня 2014    | Найкращий фільм                                  |                                                                                | Номінація |
| Асоціація кінокритиків Юти                                      | 17 грудня 2014    | Найкраща жіноча роль другого плану               | Тільда Свінтон                                                                 | 2         |
| Асоціація кінокритиків Юти                                      | 17 грудня 2014    | Найкращий адаптований сценарій                   | Пон Джунхо, Келлі Мастерсон                                                    | Перемога  |
| Премія асоціації кінокритиків Вашингтона                        | 8 грудня 2014     | Найкраща жіноча роль другого плану               | Тільда Свінтон                                                                 | Номінація |
| Премія асоціації кінокритиків Вашингтона                        | 8 грудня 2014     | Найкраща робота художника-постановника           | Ondrej Nekvasil, Beatrice Brentnerova                                          | Номінація |
| World Soundtrack Awards                                         | 25 жовтня 2014    | Композитор року                                  | Марко Бельтрамі                                                                | Номінація |
| Village Voice Film Poll                                         | 8 лютого 2015     | Найкраща жіноча роль другого плану               | Тільда Свінтон                                                                 | 2         |